# غو سوو
غو سوو هو ممثل كوري جنوبي ولد في 4 أكتوبر 1978م.

## روابط خارجية
غو سوو على موقع IMDb (الإنجليزية)
- غو سوو على موقع ألو سيني (الفرنسية)
- غو سوو على موقع ميوزك برينز (الإنجليزية)
- غو سوو على موقع قاعدة بيانات الفيلم (الإنجليزية)
- غو سوو على موقع كينوبويسك (الروسية)